# Blagoje Marjanović
Blagoje Marjanović (serb. Благоје Марјановић, ur. 9 września 1907 w Belgradzie, zm. 1 października 1984 tamże) – jugosłowiański piłkarz narodowości serbskiej występujący na pozycji napastnika, reprezentant Jugosławii. 

## Kariera klubowa
Marjanović urodził się w Belgradzie i jako pięciolatek dołączył do SK Jugoslavija. W wielu zaledwie 13 lat został włączony do pierwszego zespołu. Wraz z zespołem zdobył mistrzostwo Jugosławii w sezonie 1924. W 1925 opuścił Jugoslaviję na rzecz SK Olimpija. 
Pod koniec 1925 został piłkarzem BSK Beograd. Wraz z zespołem zdobył mistrzostwo Jugosławii w sezonach 1930/31, 1932/33, 1934/35, 1935/36 i 1938/39. Marjanović zdobył także Puchar Jugosławii w sezonie 1933/34. Trzykrotnie sięgnął po koronę króla strzelców Prvej Ligi Jugoslavije w sezonach 1930 (10 goli), 1935/36 (5 goli) i 1936/37 (21 goli). 
W 1939, po 14 latach, powrócił do SK Jugoslaviji. W kolejnych latach grał dla FK Čukarički (1939–1941), Dinamo Pančevo (1945–1948). Karierę zakończył w 1949 w NK Proleter. Nosił przydomek boiskowy Moša (serb. Моша).

## Kariera reprezentacyjna
Marjanović po raz pierwszy w reprezentacji Jugosławii wystąpił 28 czerwca 1926 w przegranym 2:6 spotkaniu z Czechosłowacją. Był w kadrze Jugosławii na igrzyskach olimpijskich w 1928 w Amsterdamie, ale nie wystąpił w jedynym meczu swej drużyny na tych igrzyskach (przegranym z Portugalią 1:2.
W 1930 został powołany przez trenera Boško Simonovicia na Mistrzostwa Świata w Urugwaju. Jego reprezentacja zajęła na turnieju 4. miejsce, a on sam zagrał w trzech spotkaniach z Brazylią, Boliwią (bramka) i późniejszym mistrzem świata Urugwajem. 
Po raz ostatni w reprezentacji zagrał 3 kwietnia 1938 w wygranym 1:0 (strzelił jedyną w meczu bramkę) spotkaniu z Polską. Łącznie w latach 1926–1938 wystąpił w 57 spotkaniach kadry Jugosławii, w których strzelił 36 bramek.
| Mecze i gole w reprezentacji | Mecze i gole w reprezentacji | Mecze i gole w reprezentacji | Mecze i gole w reprezentacji | Mecze i gole w reprezentacji | Mecze i gole w reprezentacji | Mecze i gole w reprezentacji |
| #                            | Data                         | Miasto                       | Przeciwnik                   | Gol                          | Wynik                        | Rozgrywki                    |
| ---------------------------- | ---------------------------- | ---------------------------- | ---------------------------- | ---------------------------- | ---------------------------- | ---------------------------- |
| 1.                           | 28.06.1926                   | Zagrzeb                      | Czechosłowacja               |                              | 2:6                          | towarzyski                   |
| 2.                           | 10.05.1927                   | Bukareszt                    | Rumunia                      |                              | 3:0                          | Puchar Króla Aleksandra I    |
| 3.                           | 15.05.1927                   | Sofia                        | Bułgaria                     | Gol · Gol                    | 2:0                          | towarzyski                   |
| 4.                           | 28.10.1927                   | Praga                        | Czechosłowacja               |                              | 3:5                          | towarzyski                   |
| 5.                           | 08.04.1928                   | Zagrzeb                      | Turcja                       |                              | 2:1                          | towarzyski                   |
| 6.                           | 06.05.1928                   | Belgrad                      | Rumunia                      | Gol                          | 3:1                          | Puchar Króla Aleksandra I    |
| 7.                           | 28.10.1928                   | Praga                        | Czechosłowacja               |                              | 1:7                          | towarzyski                   |
| 8.                           | 10.05.1929                   | Bukareszt                    | Rumunia                      |                              | 3:2                          | Puchar Króla Aleksandra I    |
| 9.                           | 19.05.1929                   | Colombes                     | Francja                      | Gol                          | 3:1                          | towarzyski                   |
| 10.                          | 28.06.1929                   | Zagrzeb                      | Czechosłowacja               | Gol · Gol                    | 3:3                          | towarzyski                   |
| 11.                          | 06.10.1929                   | Bukareszt                    | Rumunia                      | Gol                          | 1:2                          | Balkan Cup                   |
| 12.                          | 28.10.1929                   | Praga                        | Czechosłowacja               |                              | 3:4                          | towarzyski                   |
| 13.                          | 26.01.1930                   | Ateny                        | Grecja                       |                              | 1:2                          | Balkan Cup                   |
| 14.                          | 13.04.1930                   | Belgrad                      | Bułgaria                     | Gol · Gol                    | 6:1                          | towarzyski                   |
| 15.                          | 04.05.1930                   | Belgrad                      | Rumunia                      |                              | 2:1                          | Puchar Króla Aleksandra I    |
| 16.                          | 14.07.1930                   | Montevideo                   | Brazylia                     |                              | 2:1                          | MŚ 1930                      |
| 17.                          | 17.07.1930                   | Montevideo                   | Boliwia                      | Gol                          | 4:0                          | MŚ 1930                      |
| 18.                          | 27.07.1930                   | Montevideo                   | Urugwaj                      |                              | 1:6                          | MŚ 1930                      |
| 19.                          | 03.08.1930                   | Buenos Aires                 | Argentyna                    | Gol                          | 1:3                          | towarzyski                   |
| 20.                          | 16.11.1930                   | Sofia                        | Bułgaria                     | Gol                          | 3:0                          | Balkan Cup                   |
| 21.                          | 15.03.1931                   | Belgrad                      | Grecja                       |                              | 4:1                          | Balkan Cup                   |
| 22.                          | 19.04.1931                   | Belgrad                      | Bułgaria                     | Gol                          | 1:0                          | Balkan Cup                   |
| 23.                          | 21.05.1931                   | Belgrad                      | Węgry                        | Gol                          | 3:2                          | towarzyski                   |
| 24.                          | 28.06.1931                   | Zagrzeb                      | Rumunia                      | Gol                          | 2:4                          | Balkan Cup                   |
| 25.                          | 02.08.1931                   | Belgrad                      | Czechosłowacja               | Gol                          | 2:1                          | towarzyski                   |
| 26.                          | 02.10.1931                   | Sofia                        | Turcja                       |                              | 0:2                          | Balkan Cup                   |
| 27.                          | 04.10.1931                   | Sofia                        | Bułgaria                     | Gol                          | 2:3                          | Balkan Cup                   |
| 28.                          | 24.04.1932                   | Oviedo                       | Hiszpania                    |                              | 1:2                          | towarzyski                   |
| 29.                          | 03.05.1932                   | Lizbona                      | Portugalia                   |                              | 2:3                          | towarzyski                   |
| 30.                          | 29.05.1932                   | Zagrzeb                      | Polska                       |                              | 0:3                          | towarzyski                   |
| 31.                          | 03.07.1932                   | Belgrad                      | Rumunia                      |                              | 3:1                          | Balkan Cup                   |
| 32.                          | 09.10.1932                   | Praga                        | Czechosłowacja               |                              | 1:2                          | towarzyski                   |
| 33.                          | 30.04.1933                   | Belgrad                      | Hiszpania                    | Gol                          | 1:1                          | towarzyski                   |
| 34.                          | 07.05.1933                   | Zurych                       | Szwajcaria                   |                              | 1:4                          | towarzyski                   |
| 35.                          | 06.08.1933                   | Zagrzeb                      | Czechosłowacja               |                              | 2:1                          | towarzyski                   |
| 36.                          | 10.09.1933                   | Warszawa                     | Polska                       |                              | 3:4                          | towarzyski                   |
| 37.                          | 24.09.1933                   | Belgrad                      | Szwajcaria                   |                              | 2:2                          | El. MŚ 1934                  |
| 38.                          | 18.03.1934                   | Sofia                        | Bułgaria                     | Gol · Gol                    | 2:1                          | towarzyski                   |
| 39.                          | 01.04.1934                   | Belgrad                      | Bułgaria                     |                              | 2:3                          | towarzyski                   |
| 40.                          | 29.04.1934                   | Bukareszt                    | Rumunia                      |                              | 1:2                          | El. MŚ 1934                  |
| 41.                          | 03.06.1934                   | Belgrad                      | Brazylia                     | Gol · Gol · Gol              | 8:4                          | towarzyski                   |
| 42.                          | 26.08.1934                   | Belgrad                      | Polska                       | Gol                          | 4:1                          | towarzyski                   |
| 43.                          | 02.09.1934                   | Praga                        | Czechosłowacja               |                              | 1:3                          | towarzyski                   |
| 44.                          | 16.12.1934                   | Paryż                        | Francja                      | Gol                          | 2:3                          | towarzyski                   |
| 45.                          | 01.01.1935                   | Ateny                        | Rumunia                      | Gol                          | 4:0                          | Balkan Cup                   |
| 46.                          | 17.01.1935                   | Sofia                        | Rumunia                      | Gol                          | 2:0                          | Balkan Cup                   |
| 47.                          | 21.01.1935                   | Sofia                        | Grecja                       | Gol                          | 6:1                          | Balkan Cup                   |
| 48.                          | 24.01.1935                   | Sofia                        | Bułgaria                     | Gol                          | 3:3                          | Balkan Cup                   |
| 49.                          | 18.08.1935                   | Katowice                     | Polska                       |                              | 3:2                          | towarzyski                   |
| 50.                          | 06.09.1935                   | Belgrad                      | Czechosłowacja               |                              | 0:0                          | towarzyski                   |
| 51.                          | 10.05.1936                   | Bukareszt                    | Rumunia                      |                              | 2:3                          | Puchar Króla Karola II       |
| 52.                          | 12.07.1936                   | Stambuł                      | Turcja                       | Gol                          | 3:3                          | towarzyski                   |
| 53.                          | 06.09.1936                   | Belgrad                      | Polska                       | 4x                           | 9:3                          | towarzyski                   |
| 54.                          | 13.12.1936                   | Paryż                        | Francja                      |                              | 0:1                          | towarzyski                   |
| 55.                          | 06.01.1937                   | Belgrad                      | Belgia                       |                              | 1:1                          | towarzyski                   |
| 56.                          | 10.10.1937                   | Warszawa                     | Polska                       |                              | 0:4                          | El. MŚ 1938                  |
| 57.                          | 03.04.1938                   | Belgrad                      | Polska                       | Gol                          | 1:0                          | El. MŚ 1938                  |

## Kariera trenerska
W swojej karierze trenerskiej najpierw pracował w OFK Beograd, z którym zdobył puchar kraju w 1955. Później był trenerem w zespołach ligi włoskiej Torino FC i Calcio Catania. Następnie wrócił do Jugosławii i został trenerem FK Pobeda. 
W 1961 Marjanović doznał udaru mózgu. Nigdy nie odzyskał mowy, a prawa strona jego ciała była sparaliżowana. Zmarł w 1984. 

## Sukcesy

### Jako piłkarz zespołowo
SK Jugoslavija
- mistrzostwo Jugosławii: 1924

BSK Beograd
- mistrzostwo Jugosławii: 1930/31, 1932/33, 1934/35, 1935/36, 1938/39
- Puchar Jugosławii: 1933/34

### Jako piłkarz indywidualnie
- król strzelców Prvej Ligi Jugoslavije: 1930 (10 goli), 1935/36 (5 goli), 1936/37 (21 goli)

### Jako trener
BSK Beograd
- Puchar Jugosławii: 1955